# Stig Rønne
Hans Stig Trappaud Rønne (Herstedvester, 1887. december 30. – Frederiksberg, 1951. szeptember 15.) olimpiai bajnok dán tornász.
Az 1920. évi nyári olimpiai játékokon indult, mint tornász és a szabadon választott gyakorlatok csapatversenyben aranyérmes lett.
Klubcsapata az AS volt.